# قائمة الجامعات في جنوب إفريقيا
في سنة 2004، بدأت جنوب أفريقيا إعادة تنظيم منظومة التعليم العالي بها، فدُمجت جامعات صغيرة في مؤسسات تعليمية أكبر، وغيرت أسماء جميع مؤسسات التعليم العالي لتحمل اسم «جامعة»، بعد أن كانت لمؤسسات التعليم العالي تسميات وأنواع شتى.

## جامعات عامة
تنقسم الجامعات العامة في جنوب أفريقيا إلى ثلاثة أنواع:
- جامعات تقليدية: تمنح درجات علمية ذات توجه نظري.
- جامعات تقنية (بالإنجليزية: Technikons) وتمنح شهادات ودرجات علمية مهنية.
- جامعات شاملة: تمنح كلا النوعين من الشهادات والدرجات العلمية.

### جامعات تقليدية
| الجامعة             | الاسم المختصر أو اللقب | تاريخ التأسيس   | تاريخ الحصول على صفة جامعة | عدد الطلبة في المرحلة الجامعية الأولى | عدد الطلية في مرحلة الدراسات العليا | الإجمالي(2011) | الموقع أو المواقع                                      | لغة الدراسة                        |
| ------------------- | ---------------------- | --------------- | -------------------------- | ------------------------------------- | ----------------------------------- | -------------- | ------------------------------------------------------ | ---------------------------------- |
| جامعة كيب تاون      | Ikeys / UCT            | 1 أكتوبر 1829   | 2 أبريل 1918               | 15,800                                | 6,700                               | 23,500         | كيب تاون                                               | الإنجليزية                         |
| جامعة فورت هير      | UFH                    | 1916            |                            | 9,074                                 | 2,000                               | 11,074         | أليس، إيست لندن، بيشو                                  | الإنجليزية                         |
| جامعة فري ستيت      | Kovsies / UFS          | 28 يناير 1904   | 1950                       | 21,193                                | 5,082                               | 26,275         | بلومفونتين، كواكوا                                     | الإنجليزية، الأفريقانية            |
| جامعة كوازولو-ناتال | UKZN / Natal           | 1 January 20041 | 1 يناير 2004               | 24,897                                | 3,807                               | 37,850         | ديربان، بيترماريتزبرغ، باينتاون، وستفيل، كوازولو-ناتال | الإنجليزية                         |
| جامعة ليمبوبو       | Turfloop               | 1 يناير 20051   | 1 يناير 2005               | 17,273                                | 3,327                               | 20,600         | بولوكوين، تيرفلوب                                      | الإنجليزية                         |
| جامعة نورث-ويست     | NWU / Pukke / Potch    | 1 يناير 20041   | 1 يناير 2004               | 43,596                                | 3,235                               | 44,008         | مافكينج، مانكوي، بوتشيفستروم، فاندربييلبارك            | الإنجليزية، الأفريقانية، التسوانية |
| جامعة بريتوريا      | Tuks / Tukkies / UP    | 4 مارس 1908     | 10 أكتوبر 1930             | 28,450                                | 10,484                              | 38,934         | بريتوريا، جوهانسبرغ2                                   | الإنجليزية، الأفريقانية            |
| جامعة رودس          | Rhodes / RU            | 31 مايو 1904    | 10 مارس 1951               | 5,456                                 | 1,127                               | 6,700          | غراهامستاون                                            | الإنجليزية                         |
| جامعة ستيلنبوش      | Maties, Stellies       | 1866            | 2 أبريل 1918               | 17,970                                | 9,853                               | 27,823         | ستيلنبوش، سالدانيا باي، بلفيل، تيغربيرغ                | الإنجليزية، الأفريقانية            |
| جامعة وسترن كيب     | UWC / Bush / U Dubs    | 1959            | 1970                       | 11,836                                | 3,390                               | 15,226         | بلفيل (كيب تاون)                                       | الإنجليزية                         |
| جامعة ويتواترسراند  | Wits, Witsies          | 1896            | 1922                       | 18,911                                | 9,023                               | 27,934         | جوهانسبرغ                                              | الإنجليزية                         |

### جامعات شاملة
| الجامعة                     | الاسم المختصر أو اللقب | تاريخ التأسيس                                                                                  | عدد الطلبة في المرحلة الجامعية الأولى | عدد الطلبة في مرحلة الدراسات العليا | الإجمالي | الموقع أو المواقع                                                                          | لغة الدراسة |
| --------------------------- | ---------------------- | ---------------------------------------------------------------------------------------------- | ------------------------------------- | ----------------------------------- | -------- | ------------------------------------------------------------------------------------------ | ----------- |
| جامعة جوهانسبرغ             | UJ                     | 1 January 20051 (1967 as RAU، Technikon Witwatersrand and the East Rand campus of جامعة فيستا) |                                       |                                     | 48,000   | جوهانسبرغ، سويتو                                                                           | الإنجليزية  |
| جامعة نلسون مانديلا الحضرية | Madibaz / NMMU         | 1 يناير 20052 (1964 تحت اسم جامعة بورت إليزابيث)                                               | 19,768                                | 2,884                               | 22,652   | بورت إليزابيث، جورج                                                                        | الإنجليزية  |
| جامعة جنوب أفريقيا          | Unisa                  | 1873 (تحت اسم "جامعة رأس الرجاء الصالح")                                                       |                                       |                                     | 300,000  | تعليم عن بعد. مقر الإدارة في بريتوريا، مع مقرات ومكاتب أقليمية في عدة مدن في جنوب أفريقيا. | الإنجليزية  |
| جامعة فندا                  | Univen                 | 1982                                                                                           |                                       |                                     | 10,968   | ثوهوياندو                                                                                  | الإنجليزية  |
| جامعة والتر سيسولو          | WSU                    | 1977 (تحت اسم "جامعة ترانسكي" (يونيترا))                                                       |                                       |                                     |          | إيست لندن، بترورث، متاتا، كوينزتاون                                                        | الإنجليزية  |
| جامعة زولولاند              | UniZulu                | 1960                                                                                           | 6,456                                 | 369                                 | 6,825    | إمبانجيني                                                                                  | الإنجليزية  |

### جامعات تقنية
| الجامعة                       | الاسم المختصر أو اللقب | تاريخ التأسيس | تاريخ الحصول على صفة جامعة | عدد الطلبة في المرحلة الجامعية الأولى | عدد الطلبة في مرحلة الدراسات العليا | الإجمالي(2011) | الموقع أو المواقع                                            | لغة الدراسة |
| ----------------------------- | ---------------------- | ------------- | -------------------------- | ------------------------------------- | ----------------------------------- | -------------- | ------------------------------------------------------------ | ----------- |
| جامعة شبه جزيرة الكيب التقنية | CPUT                   | 20051         | 2005                       |                                       |                                     | 32,000         | بلفيل، وسترن كيب، كيب تاون                                   | الإنجليزية  |
| جامعة التقنية المركزية        | CUT                    | 1981          |                            |                                       |                                     | 9,933          | بلومفونتين، فيلكوم                                           | الإنجليزية  |
| جامعة ديربان التقنية          | DUT                    | 20021         | 2002                       |                                       |                                     | 23,000         | ديربان، بيترماريتزبرغ                                        | الإنجليزية  |
| جامعة مانغوسوتو التقنية       | MUT                    | 1979          |                            |                                       |                                     |                | أوملازي                                                      | الإنجليزية  |
| جامعة مبومالانغا              |                        | 2013          | 2013                       |                                       |                                     |                | مبومبيلا                                                     |             |
| جامعة سول بلاتيي              |                        | 2013          | 2013                       |                                       |                                     |                | كيمبرلي                                                      |             |
| جامعة تشواني التقنية          | TUT                    | 20031         | 2003                       |                                       |                                     | 60,000         | بريتوريا، مبومبيلا، بولوكوين، غا-رانكووا، سوشانغوفي، فيتبانك | الإنجليزية  |
| جامعة فال التقنية             | VUT                    | 1966          | 2003                       |                                       |                                     | 17,000         | فاندربييلبارك، سيكوندا، كيمتون بارك، كليركسدورب، أوبنغتون    | الإنجليزية  |